# Neumühlbach
Der Neumühlbach, auch Gatterschläger Bach und Chlumetzbach (tschechisch Koštěnický potok), ist ein rechter Nebenfluss der Lainsitz in Tschechien und Österreich.

## Verlauf
Der Koštěnický potok entspringt im Naturpark Česká Kanada in der Javořická vrchovina am südlichen Fuße des Vysoký kámen (Markstein, 738 m) bei Kaproun in 677,77 m ü. M. Er verläuft zunächst nach Nordwesten und wird von der Schmalspurbahn Jindřichův Hradec - Nová Bystřice überbrückt. Bei Kunějovský Dvůr wird der Bach im Teich Velký Klíkovský rybník und weiteren kleinen Weihern aufgestaut. Zwischen Člunek und Kačlehy speist der Koštěnický potok den drei Kilometer langen und 196 ha großen Kačležský rybník (Gatterschlägerteich), die darin befindliche Insel ist ein Vogelschutzgebiet. Den Teich verlässt der Bach nach Südwesten über Na Mořidle, Na Strání, Kunějovské Samoty, Dobrovodské Jednoty, Číměř und Sedlo.  Am Hügel Nad Lhotu (Neustifter Berg, 563 m) wird das Tal des Koštěnický potok von einer Bunkerlinie des Tschechoslowakischen Walls durchquert, die sich flussabwärts am rechten Hang bis zum Stankauer Teich fortsetzt. Nachfolgend speist der Bach den Teich Novomlýnský rybník, die früher hier gestandene namensgebende Neumühle besteht nicht mehr. Südlich des Teiches befinden sich die ehemalige Kaserne Peršlák und der Stein der Republík. An der Einmündung des Rottaler Baches / Červený potok erreicht der Neumühlbach / Koštěnický potok bei Rottal den nördlichsten Punkt Österreichs und bildet in seinem weiteren Lauf auf 10 Kilometern Länge die Grenze zwischen beiden Staaten.
Unweit des Černý kříž (Schwarzes Kreuz) fließt der Bach am Langholz in den sechs Kilometer langen Stankauer Teich / Staňkovský rybník ein, auf dessen linken Uferbereich die Staatsgrenze verläuft. Am Ostufer des Teiches befindet sich auf österreichischem Gebiet im Rottaler Forst ein Meridianstein, der den Schnittpunkt des 15. Längenkreises und 49. Breitenkreises kennzeichnet.  Unterhalb des Zuflusses des Tanngrabens befindet sich das vom Staňkovský rybník geflutete Tal des Koštěnický potok wieder im tschechischen Binnenland.
Bei Staňkov speist der Bach noch den unterhalb des Staňkovský rybník gelegenen Teich Špačkov, der vor seiner Abtrennung durch einen Damm die südlichste Bucht des Staňkovský rybník war. Unterhalb von Staňkov fließt der Koštěnický potok in den Teich Hejtman (Hauptmannteich) ein. Am weiteren Lauf liegen Chlum u Třeboně, Josefovo Údolí, Hamr, Svodnice, U Hvízdalů, Kosky und U Jouzů. Nach 43,26 km mündet der Koštěnický potok südöstlich von Majdalena bei der Ansiedlung U Kosařů bei 438,42 m ü. M. in die Lainsitz. Gegenüber der Mündung liegt der Bahnhof Chlum u Třeboně, oberhalb das Lainsitz-Wehr Pilař, bei dem der Zlatá stoka abgeleitet wird. Das Einzugsgebiet des Neumühlbaches / Koštěnický potok umfasst 125,4 km².

## Zuflüsse
- Skalský potok (Forellenbach) (l), bei der Bahnstation Kaproun
- Kunějovský potok (Kunasbach) (l), bei Kunějovský
- Lhotský potok (Neustifter Bach) (l), bei Lhota
- Bílý potok (Weißenbach) (r), bei Sedlo
- Smrčenský potok (Fichtauer Bach) (l), an der Mladkův Mlýn bei Nový Vojířov
- Pstruhový potok (Forellenbach) (r), im Novomlýnský rybník
- Rottaler Bach / Červený potok (l), an der Staatsgrenze beim Waldhotel Peršlák
- Tanngraben (l), im Hüttenforst bei Josefsthal
- Vodoteč / Mittlerer Graben (l), im Hejtman bei Lomy